# Bathycolpodes
Bathycolpodes is een geslacht van vlinders van de familie spanners (Geometridae), uit de onderfamilie Geometrinae.

## Soorten
- B. acoelopa Prout, 1912
- B. acoetopa Prout, 1912
- B. acutissima Herbulot, 1986
- B. anisotes Prout, 1912
- B. bassa Herbulot, 1986
- B. chloronesis Prout, 1930
- B. excavata (Warren, 1898)
- B. explanata Herbulot, 1986
- B. holochroa Prout, 1915
- B. implumis Prout, 1930
- B. kabaria (Swinhoe, 1904)
- B. marginata (Warren, 1897)
- B. melanceuthes Prout, 1922
- B. parexplanata Karisch & Hoppe, 2010
- B. pectinata Herbulot, 1992
- B. roehrichti Karisch, 2010
- B. scheeli Karisch & Hoppe, 2010
- B. semigrisea (Warren, 1897)
- B. subfuscata (Warren, 1902)
- B. torniflorata Prout, 1917
- B. vegeta Prout, 1912
- B. vuattouxi Herbulot, 1972